# Point Davenport Conservation Park
Point Davenport Conservation Park är en park i Australien. Den ligger i delstaten South Australia, omkring 120 kilometer väster om delstatshuvudstaden Adelaide.
Trakten är glest befolkad. Närmaste större samhälle är Port Moorowie, omkring 17 kilometer öster om Point Davenport Conservation Park.
Genomsnittlig årsnederbörd är 719 millimeter. Den regnigaste månaden är juni, med i genomsnitt 136 mm nederbörd, och den torraste är januari, med 20 mm nederbörd.